# 松野修二
松野 修二（まつの しゅうじ、1963年9月11日 - ）は、山梨県出身のバドミントン選手。

## 経歴
山梨県立日川高等学校を経て法政大学卒業。全日本総合バドミントン選手権大会では1989年、1991年にシングルスで優勝、1983年と1985年から1993年まで男子ダブルスで大学時代からのペアである松浦進二とのペアで優勝している。公開競技として行われた1988年のソウルオリンピックでは、同じく松浦進二とのペアで男子ダブルスに出場し銅メダルを獲得。正式競技となった最初の大会である1992年のバルセロナオリンピックでも5位入賞を果たした。
引退後は2000年のシドニーオリンピックにコーチとして日本選手団に同行した。NTT東日本バドミントン部監督などを務め、現在は同チームの副部長兼総監督を務めている。